# Ołeksandr Kostylew
Ołeksandr Ołehowycz Kostylew, ps. „s1mple” (ukr. Олександр Олегович Костилєв, trl. Oleksandr Olegovič Kostilêv; ur. 1 października 1997 w Kijowie) – ukraiński zawodowy gracz Counter-Strike: Global Offensive drużyny Natus Vincere. Uważany jest za jednego z najlepszych graczy w historii Counter-Strike: Global Offensive.

## Życiorys
Kostylew urodził się 1 października 1997 roku w Kijowie. W Counter-Strike zaczął grać w wieku czterech lat na polecenie swojego starszego brata. Do Counter-Strike: Global Offensive przeniósł się po wydaniu gry w 2012 roku, a rok później dołączył do swojego pierwszego w karierze zespołu LAN DODGERS.

## Kariera
Pierwszą drużyną s1mple’a w CS:GO był LAN DODGERS do której dołączył 6 października 2013 roku. Po opuszczeniu drużyny LAN DODGERS s1mple dołączył 12 lutego 2014 do Courage Gaming. 9 września 2014 opuścił tę drużynę i dołączył do HellRaisers 18 września 2014 roku. W 2014 razem ze drużyną HellRaisers dostał się na turniej DreamHack Winter 2014. 14 stycznia 2015 ESL nałożyła bana na s1mpla za oszukiwanie. Dodatkowo za jego krytyczne wypowiedzi w stosunku do Niemiec został wyrzucony z drużyny HellRaisers. W okresie trwania bana Aleksandr grał m.in. w takich drużynach jak: daT Team, FlipSid3 Tactics czy Worst Players. 2 stycznia 2016 dołączył do drużyny Team Liquid. Razem z drużyną dostał się na turniej MLG Columbus 2016, gdzie dostali do półfinału przegrywając z późniejszym triumfatorem. 8 maja 2016 opuścił drużynę Team Liquid tłumacząc to tęsknota za domem i dołączył do Worst Players. 6 czerwca 2016 s1mple dołączył ponownie do drużyny Team Liquid, lecz tylko na dwa turnieje – Finały Esports Championship Series Season 1 oraz ESL One Cologne 2016. Tym razem dotarł do finału majora, jednak tam ponownie przegrali z Brazylijczykami z SK Gaming wynikiem 0:2. Podczas ESL One Cologne 2016 został upamiętniony graffiti na jednej z map po niesamowitej akcji przeciwko Fnatic. 4 sierpnia 2016 s1mple dołączył do drużyny Natus Vincere zastępując Zeusa.
23 września 2018 s1mple razem z Natus Vincere zajął drugie miejsce w turnieju FACEIT Major: London 2018, przegrywając z Astralis wynikiem 0:2. 12 września 2021 drużyna Natus Vincere zwyciężyła Intel Grand Slam Season 3 i wygrała nagrodę pieniężną w wysokości 1 000 000 dolarów. 3 października 2021 dostał się na turniej PGL Major Stockholm 2021, gdzie wraz z Natus Vincere wygrał turniej PGL Major Stockholm 2021, pokonując drużynę G2 Esports wynikiem 2:0. Na tym turnieju zdobył również nagrodę MVP. 19 kwietnia 2022 wystąpił na PGL Major Antwerp 2022. Natus Vincere doszło do finału, ale musiało uznać wyższość drużyny FaZe Clan przegrywając wynikiem 0:2. Podczas kolejnego majora IEM Rio 2022 doszedł z drużyną do ćwierćfinału. 14 stycznia 2023 roku s1mple zajął po raz trzeci w karierze 1 miejsce w rankingu HLTV za rok 2022.